# Grande Leste
Grande Leste (em francês:  Grand Est), originalmente Alsácia-Champanha-Ardenas-Lorena (em francês:  Alsace-Champagne-Ardenne-Lorraine), é uma região administrativa francesa, localizada no nordeste da França. A nova região substituiu três ex-regiões administrativas (Alsácia, Champanha-Ardenas e Lorena) após a reforma territorial de 2014. A nova região entrou em existência em 1 de Janeiro de 2016, após as eleições regionais em dezembro de 2015. Sua capital administrativa e maior cidade é Estrasburgo.

## Demografia
A região tem uma população de 5,552,388 (população municipal em 01 de janeiro de 2013).
| Cidades com mais de 20,000 habitantes | Região            | 2013    |
| ------------------------------------- | ----------------- | ------- |
| Estrasburgo                           | Alsácia           | 275,718 |
| Reims                                 | Champanha-Ardenas | 182,592 |
| Metz                                  | Lorena            | 118,634 |
| Mulhouse                              | Alsácia           | 112,063 |
| Nancy                                 | Lorena            | 104,072 |
| Colmar                                | Alsácia           | 67,956  |
| Troyes                                | Champanha-Ardenas | 59,671  |
| Charleville-Mézières                  | Champanha-Ardenas | 48,991  |
| Châlons-en-Champagne                  | Champanha-Ardenas | 44,899  |
| Thionville                            | Lorena            | 41,627  |
| Haguenau                              | Alsácia           | 34,419  |
| Épinal                                | Lorena            | 32,188  |
| Schiltigheim                          | Alsácia           | 31,450  |
| Vandœuvre-lès-Nancy                   | Lorena            | 29,836  |
| Illkirch-Graffenstaden                | Alsácia           | 26,455  |
| Saint-Dizier                          | Champanha-Ardenas | 25,626  |
| Épernay                               | Champanha-Ardenas | 23,413  |
| Chaumont                              | Champanha-Ardenas | 22,560  |
| Montigny-lès-Metz                     | Lorena            | 21,831  |
| Forbach                               | Lorena            | 21,596  |
| Sarreguemines                         | Lorena            | 21,572  |
| Saint-Dié-des-Vosges                  | Lorena            | 20,471  |

### População por departamento
| Rank | Departmento        | População Legal em 2013 | Areá (km²) | Pop./km² | Dept. Nº INSEE |
| ---- | ------------------ | ----------------------- | ---------- | -------- | -------------- |
| 1    | Baixo Reno         | 1 109 460               | 4 755      | 233      | 67             |
| 2    | Mosela             | 1 046 873               | 6 216      | 168      | 57             |
| 3    | Alto Reno          | 758 723                 | 3 525      | 215      | 68             |
| 4    | Meurthe-et-Moselle | 731 004                 | 5 246      | 139      | 54             |
| 5    | Marne              | 569 999                 | 8 162      | 70       | 51             |
| 6    | Vosges             | 375 226                 | 5 874      | 64       | 88             |
| 7    | Aube               | 306 581                 | 6 004      | 51       | 10             |
| 8    | Ardenas            | 280 907                 | 5 229      | 54       | 08             |
| 9    | Mosa               | 192 094                 | 6 211      | 31       | 55             |
| 10   | Alto Marne         | 181 521                 | 6 211      | 29       | 52             |